# Radrennbahn Bochum
Die Radrennbahn Bochum wurde 1924 in Bochum-Ehrenfeld eröffnet. Sie befand sich im Straßendreieck von Kulmer Straße, Friederikastraße und Hattinger Straße unweit des Bergmannsheils und nahe dem Wiesental. Der Eingang befand sich an der Friederikastraße. Sie fasste bis zu 12.000 Zuschauer.

## Vorgänger-Rennbahn am Freudenberg bei Hamme
Die erste Bochumer Radrennbahn war von 1888 bis 1903 die Rennbahn am Freudenberg in der Gemeinde Hamme. Auf ihr fanden schon größere Rennen, auch teils mit internationaler Beteiligung statt.

## Radrennbahn an der Hattinger Straße

### Erste Radrennbahn
In den Jahren nach dem Ersten Weltkrieg setzte sich eine Gruppe von Radsport-Enthusiasten für den Bau einer neuen Radrennbahn ein. Darunter war Moritz Lindau als Vorsitzender des „Vereins Radrennbahn Bochum“. Ab 1923 wurde in Bochum vor dem Eingang des Wiesentals eine neue Bahn gebaut. Sie wurde mit einem großen Eröffnungs-Radrennen am 27. Juli 1924 eröffnet. Die Bahn erwies sich aber als unzulänglich.

### Zweite Radrennbahn
Ab 1929 wurde die Bahn umgebaut. Den Auftrag führte der Münsteraner Architekt Clemens Schürmann aus. Die Eröffnung der neuen Bahn war am 5. Juni 1931.
Durch den Umbau kam es jedoch zu jahrelangen Querelen über das Schürmann zustehende Honorar. Nach der Machtergreifung der Nationalsozialisten im Januar 1933 wurde der jüdische Lindau von seinen bisherigen Mitstreitern gemieden und Schürmann beschieden, er möge sich mit seinen Honorarforderungen selbst an Lindau wenden. Anschließend scheint die Angelegenheit im Sande verlaufen zu sein. Moritz Lindau wurde im April 1942 mit seiner Frau Alma deportiert und im Zuge des Holocaust ermordet.
Die Steilkurven hatten einen Winkel von 46 Grad. Die Oberfläche war aus Beton.
Die Radrennbahn war die Heimbahn des populären Bochumer Stehers Walter Lohmann. Es wurden Rad- und Steherrennen veranstaltet. Auf der Bahn fanden auch Deutsche Meisterschaften statt, so wurde Gerhard Purann 1939 Meister im Sprint. Die Bahn war bis 1962 in Betrieb. Für das Jahr 1963 wurden keine Rennen mehr gemeldet. Der noch einige Zeit laufende Trainingsbetrieb endete 1967.
Außerhalb der Rennen wurde die Bahn auch zum Rollschuhlaufen genutzt. Bei genügender Kälte wurde die Innenfläche als Eisbahn präpariert.

### Abriss und Nachwirkungen
1977 wurde die Bahn abgerissen. Die VBW errichtete auf dem Gelände Hochhäuser. Als Reste der Bahn sind Teile der Wälle zur Hattinger Straße noch immer zu erkennen. In dem Wall der Nordkurve sind Garagen eingeschoben.
In Altenbochum wurde 2009 eine Trainingsstrecke für Radsportler „Walter-Lohmann-Ring“ getauft.